# Гоинско Кале
Гоинско Кале је археолошко налазиште које се налази у насељу Гојин Дол у општини Димитровград у Пиротском округу. 

## Историја
Новија археолошка истраживања показују да се, у античко време, у непосредној близини утврђења Гоинско кале, неколико путева укрштало са једном од најважнијих римских саобраћајница на Балкану. Римски Војни пут ишао је из правца Цариброда десном обалом Нишаве да би управо у подножју Калеа прелазио на леву обалу и настављао даље према Пироту.